# (15081) 1999 CU25
A (15081) 1999 CU25 a Naprendszer kisbolygóövében található aszteroida. A LINEAR projekt keretében fedezték fel 1999. február 10-én.